# Polypedilum amataura
Polypedilum amataura är en tvåvingeart som beskrevs av Bidawid 1996. Polypedilum amataura ingår i släktet Polypedilum och familjen fjädermyggor. Inga underarter finns listade i Catalogue of Life.